# LEN Champions Cup 2011-2012
La LEN Champions Cup 2010-2011 è stata la XXV edizione del massimo trofeo continentale riservato a squadre di club.
Si sono iscritte al torneo 13 formazioni in rappresentanza di 8 federazioni; per la prima volta nella storia non ha partecipato nessun club olandese.
Le squadre hanno affrontato un turno preliminare divise in due gironi disputatisi in sede unica, al termine del quale le prime quattro di ciascun gruppo sono avanzate ai quarti di finale. La Final Four si è svolta il 4 e 5 maggio a Kiriši, in Russia.
L'esordiente Pro Recco si è laureato campione d'Europa superando in finale le greche del Vouliagmeni.

## Turno preliminare

### Gironi
| Gruppo A          |
| sede: Belgrado    |
| Blau-Weiss Bochum |
| City of Liverpool |
| NC Vouliagmeni    |
| Olympic Nice      |
| Orizzonte Catania |
| Shturm 2002       |
| Taš 2000 Belgrado |

| Gruppo B           |
| sede: Nancy        |
| Asptt Nancy        |
| Bayer Uerdingen    |
| City of Manchester |
| CN Sabadell        |
| Kinef Kirishi      |
| Pro Recco          |

### Gruppo A
|    | Turno preliminare 2011-2012 | Pti | G | V | N | P | GF | GS | DR  |
| -- | --------------------------- | --- | - | - | - | - | -- | -- | --- |
| 1. | Orizzonte Catania           | 18  | 6 | 6 | 0 | 0 | 85 | 45 | +40 |
| 2. | NC Vouliagmeni              | 15  | 6 | 5 | 0 | 1 | 81 | 36 | +45 |
| 3. | Shturm 2002                 | 12  | 6 | 4 | 0 | 2 | 66 | 47 | +19 |
| 4. | City of Liverpool           | 9   | 6 | 3 | 0 | 3 | 41 | 54 | -13 |
| 5. | Olympic Nice                | 3   | 6 | 1 | 0 | 5 | 38 | 60 | -22 |
| 6. | Taš 2000                    | 3   | 6 | 1 | 0 | 5 | 30 | 74 | -44 |
| 7. | Blau-Weiss Bochum           | 3   | 6 | 1 | 0 | 5 | 42 | 57 | -15 |

| 16-11-11 | Taš         | 6-15  | Vouliagmeni |
| 16-11-11 | Orizzonte   | 18-8  | Olympic     |
| 16-11-11 | Liverpool   | 6-5   | Bochum      |
| 18-11-11 | Olympic     | 12-7  | Bochum      |
| 18-11-11 | Shturm      | 13-10 | Liverpool   |
| 18-11-11 | Taš         | 4-19  | Orizzonte   |
| 20-11-11 | Vouliagmeni | 10-11 | Orizzonte   |
| 20-11-11 | Olympic     | 6-12  | Shturm      |
| 20-11-11 | Bochum      | 9-6   | Taš         |

| 17-11-11 | Vouliagmeni | 16-3 | Liverpool |
| 17-11-11 | Shturm      | 9-13 | Orizzonte |
| 17-11-11 | Taš         | 5-4  | Olympic   |
| 19-11-11 | Bochum      | 3-13 | Shturm    |
| 19-11-11 | Vouliagmeni | 13-3 | Olympic   |
| 19-11-11 | Liverpool   | 3-11 | Orizzonte |

| 17-11-11 | Liverpool | 7-5   | Olympic     |
| 17-11-11 | Bochum    | 7-17  | Vouliagmeni |
| 17-11-11 | Taš       | 5-15  | Shturm      |
| 19-11-11 | Shturm    | 6-10  | Vouliagmeni |
| 19-11-11 | Taš       | 4-12  | Liverpool   |
| 19-11-11 | Orizzonte | 13-11 | Bochum      |

### Gruppo B
|    | Turno preliminare 2011-2012 | Pti | G | V | N | P | GF | GS | DR  |
| -- | --------------------------- | --- | - | - | - | - | -- | -- | --- |
| 1. | Pro Recco                   | 15  | 5 | 5 | 0 | 0 | 74 | 36 | +38 |
| 2. | Kinef Kirishi               | 12  | 5 | 4 | 0 | 1 | 91 | 34 | +57 |
| 3. | CN Sabadell                 | 9   | 5 | 3 | 0 | 2 | 52 | 37 | +15 |
| 4. | City of Manchester          | 4   | 5 | 1 | 1 | 3 | 46 | 61 | -15 |
| 5. | Bayer Uerdingen             | 4   | 5 | 1 | 1 | 3 | 51 | 87 | -36 |
| 6. | Asptt Nancy                 | 0   | 5 | 0 | 0 | 5 | 24 | 83 | -59 |

| 17-11-11 | Bayer     | 15-15 | Manchester |
| 17-11-11 | Pro Recco | 14-9  | Kinef      |
| 17-11-11 | Nancy     | 4-14  | Sabadell   |
| 19-11-11 | Sabadell  | 6-7   | Pro Recco  |
| 19-11-11 | Bayer     | 8-29  | Kinef      |
| 19-11-11 | Nancy     | 6-8   | Manchester |

| 18-11-11 | Manchester | 9-10 | Sabadell   |
| 18-11-11 | Nancy      | 1-27 | Kinef      |
| 18-11-11 | Pro Recco  | 17-9 | Bayer      |
| 20-11-11 | Pro Recco  | 15-7 | Manchester |
| 20-11-11 | Kinef      | 11-4 | Sabadell   |
| 20-11-11 | Nancy      | 8-13 | Bayer      |

| 18-11-11 | Manchester | 7-15 | Kinef     |
| 18-11-11 | Bayer      | 6-18 | Sabadell  |
| 18-11-11 | Nancy      | 5-21 | Pro Recco |

## Quarti di finale
| Andata   | Andata | Andata                            | Andata |
| Data     | Ora    | Gara                              | Ris.   |
| -------- | ------ | --------------------------------- | ------ |
| 05-03-12 | 20:30  | City of Manchester - Orizzonte CT | 10-16  |
| 05-03-12 | 20:30  | City of Liverpool - Pro Recco     | 7-20   |
| 29-02-12 | 19:00  | Sabadell - Vouliagmeni            | 14-13  |
| 29-02-12 | 19:00  | Šturm - Kinef Kiriši              | 7-14   |

| Ritorno  | Ritorno | Ritorno                           | Ritorno | Ritorno |
| Data     | Ora     | Gara                              | Ris.    | Tot.    |
| -------- | ------- | --------------------------------- | ------- | ------- |
| 07-03-12 | 19:00   | Orizzonte CT - City of Manchester | 15-11   | 31-21   |
| 07-03-12 | 19:00   | Pro Recco - City of Liverpool     | 10-6    | 30-13   |
| 07-03-12 | 18:00   | Vouliagmeni - Sabadell            | 11-8    | 24-22   |
| 07-03-12 |         | Kinef Kiriši- Šturm               | 18-4    | 32-13   |

## Final Four

### Semifinali
| Arbitri: | Teixido (ESP) Matache (ROU) |

|             |           |                                   |
| 3: Tsoukala | Marcatori | 2: Fedotova, Prokof'eva, Lisunova |

| Arbitri: | Martinelli (SUI) Savinović (CRO) |

|             |           |                        |
| 3: Di Mario | Marcatori | 4: Kisteleki, Bianconi |

### Finale 3º Posto
| Arbitri: | Martinelli (SUI) Matache (ROU) |

|             |           |             |
| 6: Fedotova | Marcatori | 3: Palmieri |

### Finale
| Arbitri: | Teixido (ESP) Savinović (CRO) |

|            |           |                       |
| 3: Asimaki | Marcatori | 3: Teresa Frassinetti |

#### Campioni
- Pro Recco Campione d'Europa:

Elena Gigli, Simona Abbate, Aleksandra Cotti, Dóra Kisteleki, Elisa Queirolo, Federica Cordaro, Elena Maggi, Johanne Begin, Raffaella De Benigno, Giulia Rambaldi, Roberta Bianconi, Teresa Frassinetti, Rita Drávucz. All.: Riccardo Tempestini.